# Mari Piuva
Mari Piuva, född 21 oktober 1980, är en finländsk bågskytt. Hon deltog vid olympiska sommarspelen 2004.